# Kaiservilla von Konz

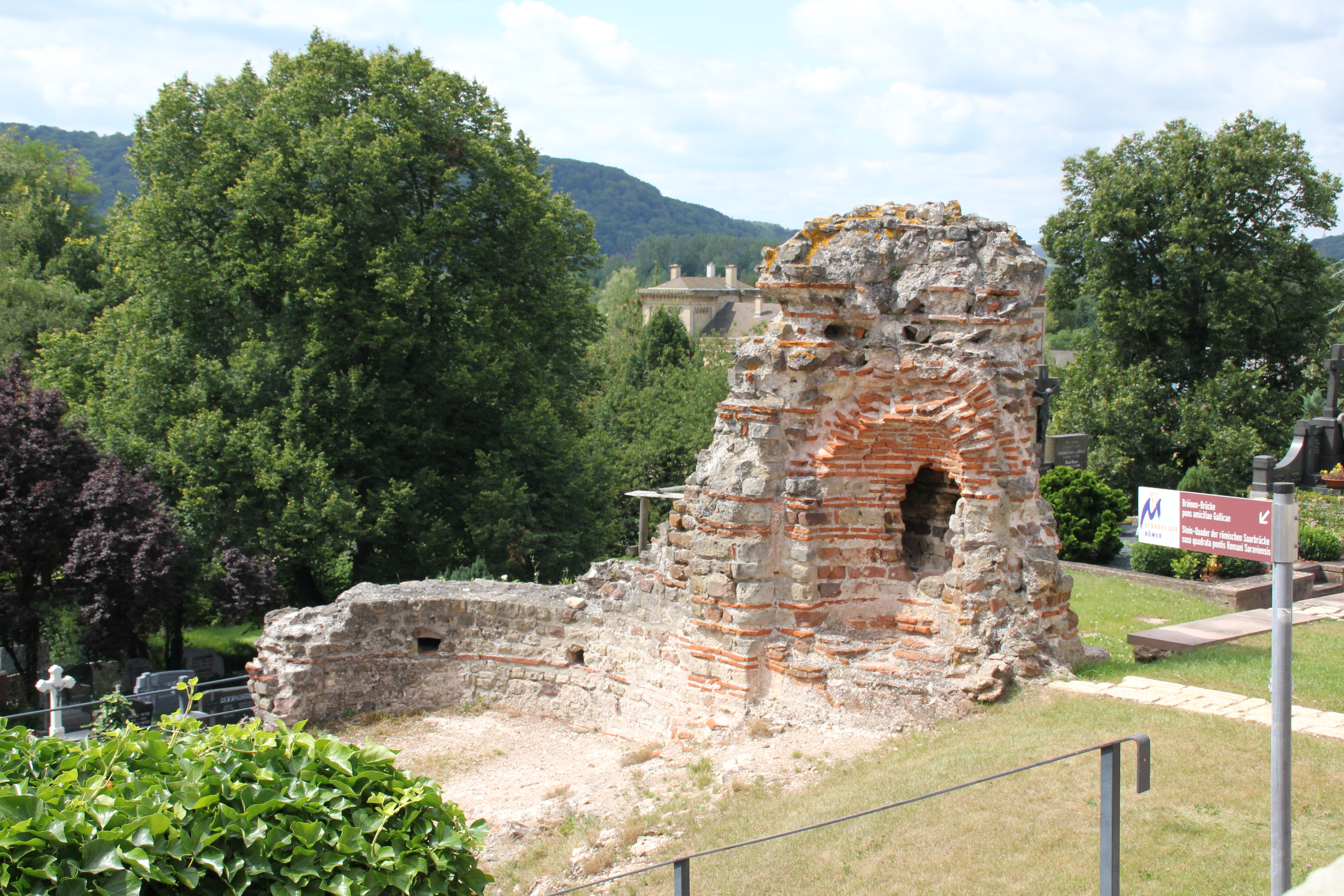
Ruinen der römischen Kaiservilla

Die Kaiservilla von Konz ist eine spätantike römische Villa in Konz im Landkreis Trier-Saarburg in Rheinland-Pfalz.

## Geschichte
Die Reste des Baues wurden 1959 beim Bau der neuen Pfarrkirche St. Nikolaus entdeckt und ausgegraben, wobei die Badeanlage des Baues schon seit 1867 bekannt war. Ruinen standen hier bis ins 17. Jahrhundert und sind heute wieder zu sehen. Ein erheblicher Teil der 1959 freigelegten Reste wurde bei den anschließenden Bauarbeiten durch die Ausschachtungsarbeiten für die Kirche St. Nikolaus zerstört.
Das Gebäude umfasste eine Fläche von 84 m × 28 m. Zentrum der Anlage war ein großer Saal mit Apsis, von der man einen Blick auf die Saarmündung hatte. Links und rechts schlossen sich diverse Räume an, die um einen Hof gruppiert waren. An den Enden gab es Raumgruppen, die aus der Front heraussprangen (Eckrisalite). Die ganze Front war einst wohl mit Portiken geschmückt. Zahlreiche Räume waren mit Hypocausten beheizbar. Der Bau entspricht vom Typ her einer römischen Portikusvilla.
Von der einstigen wohl sehr prachtvollen Ausstattung fanden sich nur noch wenige Reste. Die Wände waren innen und außen bemalt. Es fanden sich Reste marmorner Wandverkleidung und auch die Fußböden waren teilweise mit Marmorplatten belegt.
Die Villa wurde in der ersten Hälfte des 4. Jahrhunderts errichtet. Sie war bis mindestens 388 bewohnt und wird in diversen antiken Quellen genannt. Ausonius erwähnt sie in seiner Mosella und es gibt Erlasse von Valentinian I., die an einem Ort namens Contionacum unterzeichnet wurden. Dabei handelt es sich wahrscheinlich um diese Villa.